# 台北海洋科技大学
台北海洋科技大学（たいほくかいようかぎだいがく、TUMT:Taipei University of Marine Technology）は、中華民国（台湾）の台北にある科技大學である。
元々は中国海事商業専科学校（しりつかいじしょうぎょうせんかがっこう、China College of Marine Technology & Commerce、略称は中国海專）という名の私立専門学校であったが、2007年8月1日に昇格した。
四方を海に囲まれた台湾における、海事及び商業に関する専門技術人材の育成を目標としている。その後、台北海洋技術学院（TCMT：Taipei College of Maritime Technology）を経て2017年8月に台北海洋科技大学（TUMT:Taipei University of Marine Technology）に改称。

## 歴史
- 1965年:呉正鏞、戴行悌、程傑慷により学校設立が計画される
- 1966年1月：理事会が設立
- 1966年3月18日：航海、輪機、船務の3科の設立認可を受ける
- 1966年3月28日：「中国海事専科学校」として開校
- 1966年8月：漁労科を設置
- 1967年6月：水産製造科を設置
- 1977年7月：船務科の生徒募集を停止・航運管理科及び電子通信を設置・2年生の夜間部として航海科、輪機科を設置
- 1979年5月：夜間部航海科を航運管理科へ改編
- 1990年9月：電子通信科を電信科へ改編
- 1993年3月：水産製造科を水産食品工業科へ改編
- 1994年5月：夜間部電信科を設置
- 1996年8月：「中国海事商業専科学校」と改称
- 1996年9月：電信工学科をコンピューター通信工学科、水產製造科を食品科学科へと改編・全日部に5年制の国際貿易科を設置
- 1999年：漁業科を海洋レジャー観光科へ改編
- 2003年8月：ホスピタリティー管理科、物流管理科、インフォメーション・エンジニア＆コンピューター・サイエンス科を設置
- 2004年8月：航運管理科を航運企業管理科と改編
- 2005年8月：附属専修学校を設置
- 2006年8月：ホスピタリティー管理科をレストラン・マネジメント科へ改編
- 2007年8月：技術学院へ昇格、台北海洋技術学院と改称
- 2017年8月:台北海洋科技大学に改称[1]。

## 組織
| | |
| - 日間部 - 航海科 - 輪機工学科 - 海洋レジャー観光科 - 食品科学科 - 航運企業管理科 - コンピューター通信工学科 - 国際貿易科 - 物流管理科 - レストラン・マネジメント科 - 情報工学科 | - 夜間部 - 航海科 - 輪機工学科 - コンピューター通信工学科 - ホテルレストラン管理科 - 物流管理科 - 情報工学科 - 食品科学科 - 海洋レジャー観光科 - 買う印企業管理科 - 国際貿易科 |

### 歴代学長
| 代     | 氏名   | 任期                  |
| ------ | ------ | --------------------- |
| 初代   | 戴行悌 | 1966年1月～1980年3月  |
| 第2代  | 胡曉伯 | 1980年3月～1994年2月  |
| 代理   | 蔡憲華 | 1994年2月～1994年7月  |
| 第3代  | 黄声威 | 1994年8月～2001年7月  |
| 代理   | 汪復進 | 2001年8月～2002年1月  |
| 第4代  | 呉栄貴 | 2002年2月～2005年8月  |
| 代理   | 陳文喜 | 2005年8月～2006年1月  |
| 第5代  | 陳文喜 | 2006年2月～2007年7月  |
| 代理   | 陳文喜 | 2007年8月～2008年1月  |
| 第6代  | 林晉豐 | 2008年2月～2009年5月  |
| 代理   | 陳文喜 | 2009年6月～2010年2月  |
| 第7代  | 劉瀚宇 | 2010年3月～2010年4月  |
| 代理   | 陳文喜 | 2010年5月～2010年10月 |
| 第8代  | 劉廷揚 | 2010年11月～2012年7月 |
| 第9代  | 唐彥博 | 2012年8月～2019年7月  |
| 代理   | 吳肇哲 | 2019年8月～2019年9月  |
| 第10代 | 林俊彥 | 2019年9月～2024年7月  |
| 代理   | 呂曜志 | 2024年8月～2024年12月 |
| 第11代 | 呂曜志 | 2024年12月~           |

### 歴代理事長
| 任    | 氏名   | 任期                  |
| ----- | ------ | --------------------- |
| 初任  | 吳正鏞 | 1966年1月～1980年6月  |
| 第2任 | 何朝育 | 1980年7月～1996年7月  |
| 第3任 | 何紀豪 | 1996年8月～1999年7月  |
| 第4任 | 鄧之勳 | 1999年8月～2002年8月  |
| 第5任 | 吳德偉 | 2002年9月～2005年5月  |
| 第6任 | 張耀華 | 2005年6月～2006年12月 |
| 第7任 | 謝憲治 | 2007年1月～現在       |

## 校徽
- 円形の上部は操舵盤をモチーフで航海を表現している
- 円形の下部はギアをモチーフで船舶機関を表現している
- 中央部に白色の羅針盤のモチーフで海洋教育の方針を表現している
- 下部の黒色波形は船舶と魚類を表現している
- 校旗は水色を背景とし、海洋事業を表現している